# Rio Dagâţa
O Rio Dagâţa é um rio da Romênia, afluente do Gârboveta, localizado no distrito de Iaşi.